# Tiptopita
La tiptopita és un mineral de la classe dels fosfats. Rep el nom de la mina Tip Top, als Estats Units, la seva localitat tipus.

## Característiques
La tiptopita és un fosfat de fórmula química K₂(Na,Ca)₂Li₃Be₆(PO₄)₆(OH)₂·H₂O. Va ser aprovada com a espècie vàlida per l'Associació Mineralògica Internacional l'any 1983, sent publicada per primera vegada el 1985. Cristal·litza en el sistema hexagonal. La seva duresa a l'escala de Mohs és 3,5.
Segons la classificació de Nickel-Strunz, la tiptopita pertany a «08.DA: Fosfats, etc, amb cations petits (i ocasionalment, grans)» juntament amb els següents minerals: bearsita, moraesita, roscherita, zanazziïta, greifensteinita, atencioïta, ruifrancoïta, guimarãesita, footemineïta, uralolita, weinebeneïta, veszelyita, kipushita, philipsburgita, spencerita, glucina i ianbruceïta.

## Formació i jaciments
Va ser descoberta a la mina Tip Top, situada a la localitat de Fourmile, al comtat de Custer (Dakota del Sud, Estats Units), on es troba en forma d'esprais radials d'agulles incolores. Els cristalls individuals són prismàtics i de vegades tenen tubs cavernosos als extrems. Aquest indret és l'únic a tot el planeta on ha estat descrita aquesta espècie mineral.